# BattleBlock Theater
BattleBlock Theater — компьютерная игра в жанре платформер, разработанная американской студией The Behemoth и выпущенная компанией Xbox Game Studios на платформе Xbox 360 2 апреля 2013 года. Игра была портирована на PC и выпущена студией The Behemoth 15 мая 2014 года для Microsoft Windows и 18 июня 2015 года для MacOS. В ноябре 2015 года игра стала доступна на Xbox One в рамках программы обратной совместимости с Xbox 360. Игра также доступна на Xbox Series X/S.

## Игровой процесс
В BattleBlock Theater игроку предстоит управлять «пленником», который проходит различные уровни театра с целью спасти Хэтти Хэттингтона. Управление довольно простое и представляет собой перемещение, прыжки и удары. Уровни
состоят из различных типов блоков, такие как исчезающие блоки, липкие стены и отбрасывающие блоки. Игроку придётся избегать различные препятствия, например шипы, воду и враждебно настроенных существ.

### «Режим приключения»
«Режим приключения» является главным режимом игры и представляет собой сюжетную кампанию, которая может быть пройдена в одиночку или совместно со вторым игроком. В режиме совместной игры, игроки должны помогать друг другу в преодолении препятствий и прохождении уровней. «Режим приключения» состоит из нескольких глав, в каждой из которых несколько уровней. Для того чтобы перейти к следующей главе, игроку необходимо собрать нужное количество драгоценных камней, а также пройти «босс-уровень» (финальный уровень, на прохождение которого отводится небольшое количество времени). В процессе прохождения уровней, игрок собирает пряжи, на которые у котов-охранников можно покупать оружие. Если игрок успеет собрать все драгоценные камни и пряжи на уровне за определённое время, то игрока награждают отметкой A++ и двумя бонусными камнями.
На некоторых уровнях, игрок может получить «золотую шляпу» — специальный бонус, который появляется в случайное время и в случайном месте, стоящий 10 драгоценных камней. Если «пленник» умрёт во время несения золотой шляпы, то она выпадет и останется лежать на месте смерти пленника, пока её кто-нибудь не подберёт.

### «Арена»
Помимо сюжетной кампании, в игре представлен режим «Арена». В нём от двух до четырёх человек участвуют в различных мини-играх, чтобы набрать как можно больше очков и привести свою команду к победе.

### Пользовательский контент
В игре есть редактор уровней и поддержка Steam Workshop, что позволяет любому игроку создать свой собственный уровень и загрузить его в Интернет. Другие игроки смогут скачивать такие уровни и проходить их в одиночку или в компании нескольких человек.

## Сюжет
Сюжет начинается с того что кучка друзей (среди них находятся Шляпник (в оригинале Hatty)) и вы садитесь на корабль "Дружба" и уплываете на поиски приключений. Начинается шторм,вас и Шляпника выбрасывает на берег некого острова. На острове находится странный театр,наполненный котами. Они хватают Шляпника и надевают на него странный цилиндр. Шляпник предает друзей и их ловят коты. Коты устраивают шоу,где вы должны выжить.
Мы узнаем что раньше этот театр был одним из самых удивительный вещей в мире,но когда первый владелец шляпы умер,театр был закрыт,а коты стали ловить случайных людей и надевать на них проклятую шляпу. В итоге, Шляпник как будто бы умирает, и коты начинают бунтовать. Мы используем это и крадем Шляпника. В конце, Шляпника скидывают за борт отремонтированного корабля, на дне океана цилиндр падает и приземляется на тело Шляпника. И шляпа испускает мощный луч...

## Разработка и выпуск

### До релиза
15 января 2009 года студия The Behemoth, ставшая популярной благодаря хиту Castle Crashers, объявила, что начала работу над новым проектом под кодовым названием Game #3. В марте 2009 года появился первый трейлер игры. Больше информации разработчики предоставили в сентябре 2009 года, на PAX 09, где рассказали, что игра выйдет в Xbox Live Arcade, но было упомянуто о возможном релизе и на другие платформы. В феврале 2010 года The Behemoth объявили название игры — BattleBlock Theater, а также показали ранний трейлер истории с прототипом главных врагов — котов.

### Релиз и обновления
Игра вышла 3 апреля 2013 года на игровую консоль Xbox 360. Весной следующего года началось закрытое бета-тестирование версии для персональных компьютеров под управлением Microsoft Windows и Linux.
15 мая 2014 года игра вышла в Steam. Спустя полгода после выхода игры на ПК, зимой, в обновлении 1.2 была добавлена поддержка русского языка. 18 июня 2015 года BattleBlock Theater была портирована на macOS. 12 ноября 2015 года, обладатели игры на Xbox 360 получили возможность бесплатно играть в неё на консолях Xbox One в рамках программы обратной совместимости. Игра также доступна на Xbox Series X/S.

## Отзывы и критика
| Сводный рейтинг       | Сводный рейтинг | Сводный рейтинг |
| Издание               | Оценка          | Оценка          |
| Издание               | PC              | Xbox 360        |
| --------------------- | --------------- | --------------- |
| GameRankings          | 86,11 %         | 85,09 %         |
| Metacritic            | 85/100          | 85/100          |
| Иноязычные издания    |                 |                 |
| Издание               | Оценка          | Оценка          |
| Издание               | PC              | Xbox 360        |
| Destructoid           | N/A             | 9/10            |
| EGM                   | N/A             | 9/10            |
| Eurogamer             | N/A             | 9/10            |
| GameSpot              | N/A             | 8,5/10          |
| GamesRadar+           | N/A             | [ 19 ]          |
| IGN                   | N/A             | 7,8/10          |
| Joystiq               | N/A             | [ 21 ]          |
| PC Gamer (US)         | 86/100          | N/A             |
| Polygon               | N/A             | 8,5/10          |
| Русскоязычные издания |                 |                 |
| Издание               | Оценка          | Оценка          |
| Издание               | PC              | Xbox 360        |
| Riot Pixels           | 8/10            | N/A             |
| «Игромания»           | N/A             | 9/10            |
| «Канобу»              | N/A             | 9/10            |

Игра получила в основном положительные оценки от игровой прессы. Средняя оценка, составленная сайтом Metacritic, составляет 85 баллов из 100 возможных.
Рецензент «Игромании» Денис Майоров похвалил игру за приятную графику, юмор и отточенную игровую механику, поставив игре 9 баллов из 10, но при этом автор рецензии раскритиковал боевую систему, назвав её скучной, а применение оружия весёлым, но неудобным и бессмысленным.
Летом 2018 года, благодаря уязвимости в защите Steam Web API, стало известно, что точное количество пользователей сервиса Steam, которые играли в игру хотя бы один раз, составляет 3 605 148 человек.